# Ernst Matzke
Ernst Matzke (* 1938 in Hamburg) ist ein deutscher Maler und Grafiker.

## Leben
Der Sohn eines Buchdruckereibesitzers erlernte die Techniken des Bleisatzes und Hochdruckes. Es folgte ein Studium der Gebrauchsgrafik und der Freien Grafik an der Kunstschule Alsterdamm in Hamburg. Malerei und Illustration studierte er bei Max Hermann Mahlmann und Marianne Weingärtner, Dozenten an der Fachhochschule für Gestaltung in Hamburg. Er arbeitete als Art Director und Creative Director einer GWA-Werbeagentur, die 18 Jahre zu den Top Ten der deutschen Werbeagenturen zählte. 1981 hatte er in der Weserburg Bremen (heutiger Sitz des Weserburg Museum für moderne Kunst) mit 146 Arbeiten seine umfassendste Einzelausstellung mit Ölgemälden, Aquarell- und Temperamalerei. Seit 1992 widmet er sich der „Digitalgraphie“. Seine digitale Malerei umfasst von Hand angelegte Motive, die individuell am Bildschirm bearbeitet und in kleinen, limitierten Auflagen als Pigmentfarbdrucke hergestellt werden.
Matzkes Werke zeigen stilistisch Landschaftliches, Figürliches und zur Abstraktion neigende Gestaltungen. Frühe Bilder sind Motive des zerstörten Hamburg der Nachkriegszeit, spätere Themen behalten den konstruktiven Grundzug, der seine Arbeiten prägt.
Seit 2011 entstehen mehr und mehr geometrisch-konstruktive, abstrakt-ungegenständliche Kompositionen, diese vorwiegend im quadratischen Format, seit 2013 auch Acryl-Arbeiten und Miniaturmalereien in Acryl bzw. in Mischtechnik.
Ab dem Jahr 2000 sind seine Werke im Internet zugänglich, seit 2012 wieder im Rahmen von nationalen und internationalen Ausstellungen.
Ernst Matzke lebt in Bremen.